# Sokobanja
Sokobanja (in serbo Сокобања?) è una città e una municipalità del distretto di Zaječar proprio al centro della Serbia centrale. È un rinomato centro termale.

## Amministrazione

### Gemellaggi
- Hódmezővásárhely[2]
- Haigerloch